# 本地治里县
本地治里县是印度本地治里联邦属地的一个县，该县占地290平方公里，在临近邦有12个内飞地，2011年人口950,289人。